# Michail Borissowitsch Piotrowski

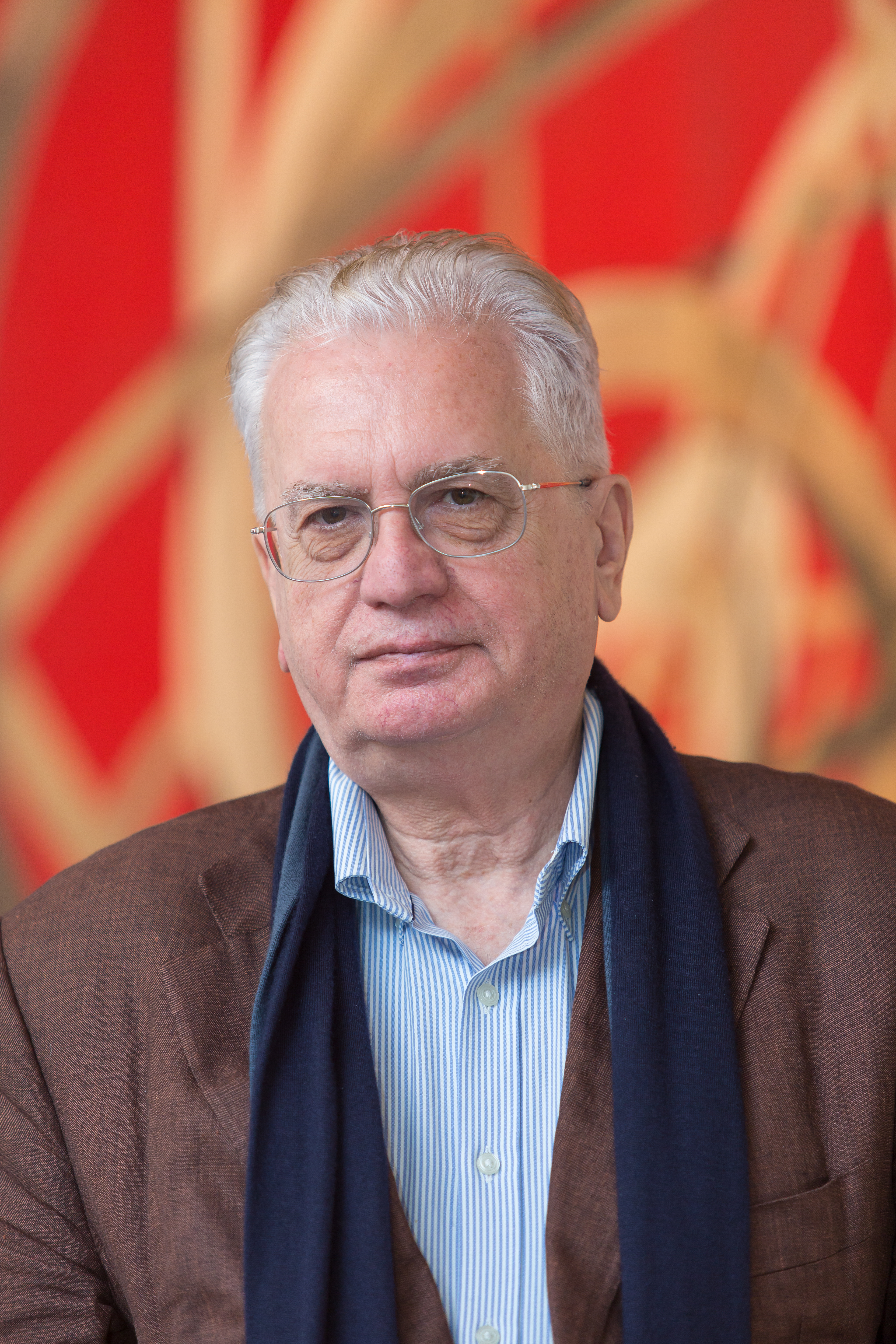
Pjotrowski, 2021

Michail Borissowitsch Pjotrowski (russisch Михаи́л Бори́сович Пиотро́вский Mikhail Borisovič Pjotrovskij, englisch Mikhail Piotrovsky; * 9. Dezember 1944 in Jerewan, Armenische SSR) ist seit 1992 Direktor der Eremitage in Sankt Petersburg. Er gilt als sehr kreml-nah und sieht sich als überzeugter Militarist sowie „Anhänger des Imperiums“.

## Biografie
Michail Borissowitsch Piotrowski wurde 1944 als Sohn des Archäologen Boris Borissowitsch Piotrowski und seiner armenischen Ehefrau Hripsime Dschanpoladjian geboren. der von 1964 bis 1990 gleichfalls Direktor der Staatlichen Eremitage war. Er wuchs in Leningrad auf, wie Petersburg seinerzeit hieß.
Piotrowski schloss 1967 an der Fakultät des Orients der Leningrader Universität im Fach Arabische Studien sein Studium ab. 1965 bis 1966 studierte er an der Universität Kairo. 1967 wurde er im Fach Geschichte promoviert und nahm in der Leningrader Abteilung des Instituts für Orientalistik an der Akademie der Wissenschaften der UdSSR seine Arbeit auf. Von 1973 bis 1976 war er als Übersetzer und Lehrer für Geschichte an der Höheren Schule für Gesellschaftswissenschaften in der Republik Jemen tätig. Ab 1983 arbeitete er an einem sowjetisch-jemenitischen Geschichtsprojekt mit, das er 1988 bis 1990 leitete. Er hielt daneben Vorlesungen an arabischsprachigen Universitäten und nahm an Ausgrabungen im Kaukasus, Zentralasien und im Jemen teil.
1991 wurde er nach dem Tod seines Vaters stellvertretender Direktor der Eremitage, 1992 ihr Direktor. Dem Museum wurden jedoch während der 90er Jahre die Mittel gekürzt, so dass die etwa 2000 Beschäftigten im Winter froren. 2001 wurde er zum Berater für Kultur und Kunst beim russischen Präsidenten ernannt. Zugleich ist er Professor an der Petersburger Universität. Er publizierte zahlreiche Beiträge zur Mythologie und Geschichte der islamischen Welt. Als Direktor verfolgte er eine Politik des „multikulturellen Globalismus“. Im Jahr 2000 eröffnete er die Räume der Eremitage im Londoner Somerset House, 2001 kamen Alte Meister in Zusammenarbeit mit dem New Yorker Guggenheim Museum nach Las Vegas; ähnliches gelang in Amsterdam. 2006 geriet er unter Druck, als ein Angestellter des Hauses etwa 200 kleine, aber wertvolle Stücke entwendet hatte.
Piotrowski wurde 1997 Korrespondierendes und 2016 Vollmitglied der Russischen Akademie der Wissenschaften, er ist korrespondierendes Mitglied der Akademie der Kunst, Mitglied der sozialwissenschaftlichen Akademie, Mitglied der venezianischen Akademie Ateneo Veneto.
Als der Präsident Wladimir Putin 2018 im Präsidentschaftswahlkampf neue Vernichtungswaffen vorstellte, erklärte Wahlkampfhelfer Piotrowski, dass Raketen eine „Erweiterung des Raums der Freiheit und der Kultur“ seien. Den Angriffskrieg Russlands gegen die Ukraine seit 2022 befürwortet Piotrowski ausdrücklich und sagt hierzu in der staatlichen Zeitung Rossijskaja gaseta: „Einerseits ist Krieg Blut und Mord, andererseits ist er Selbstbehauptung von Menschen und der Nation.“ Sich selbst einschließend fügte er hinzu: „Wir sind alle Militaristen und Anhänger des Imperiums.“

## Familie
Piotrowski ist verheiratet und hat zwei Kinder. Seine Tochter Maria (* 1970) hat eine erfolgreiche Bankkariere hinter sich. Sie ist Gründerin der Assoziation für Erwachsene und Kinder in Kampf gegen Legasthenie. Sein Sohn Boris Piotrowski (* 1980) ist Verleger und seit September 2020 erster stellvertretender Vorsitzender des Komitees für Kultur der Stadt Sankt Petersburg. Er wurde auf den Posten des stellvertretenden Bürgermeisters von Sankt Petersburg nominiert und in diesem Amt am 20. Januar 2021 vom Stadtparlament bestätigt.

## Ehrungen

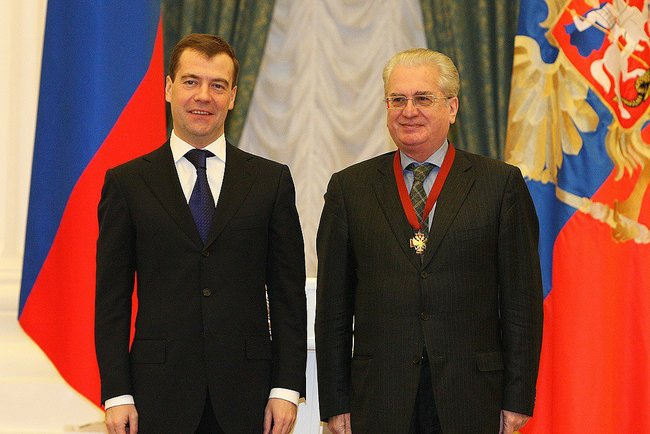
Piotrowski und Präsident Medwedew, 2009 …

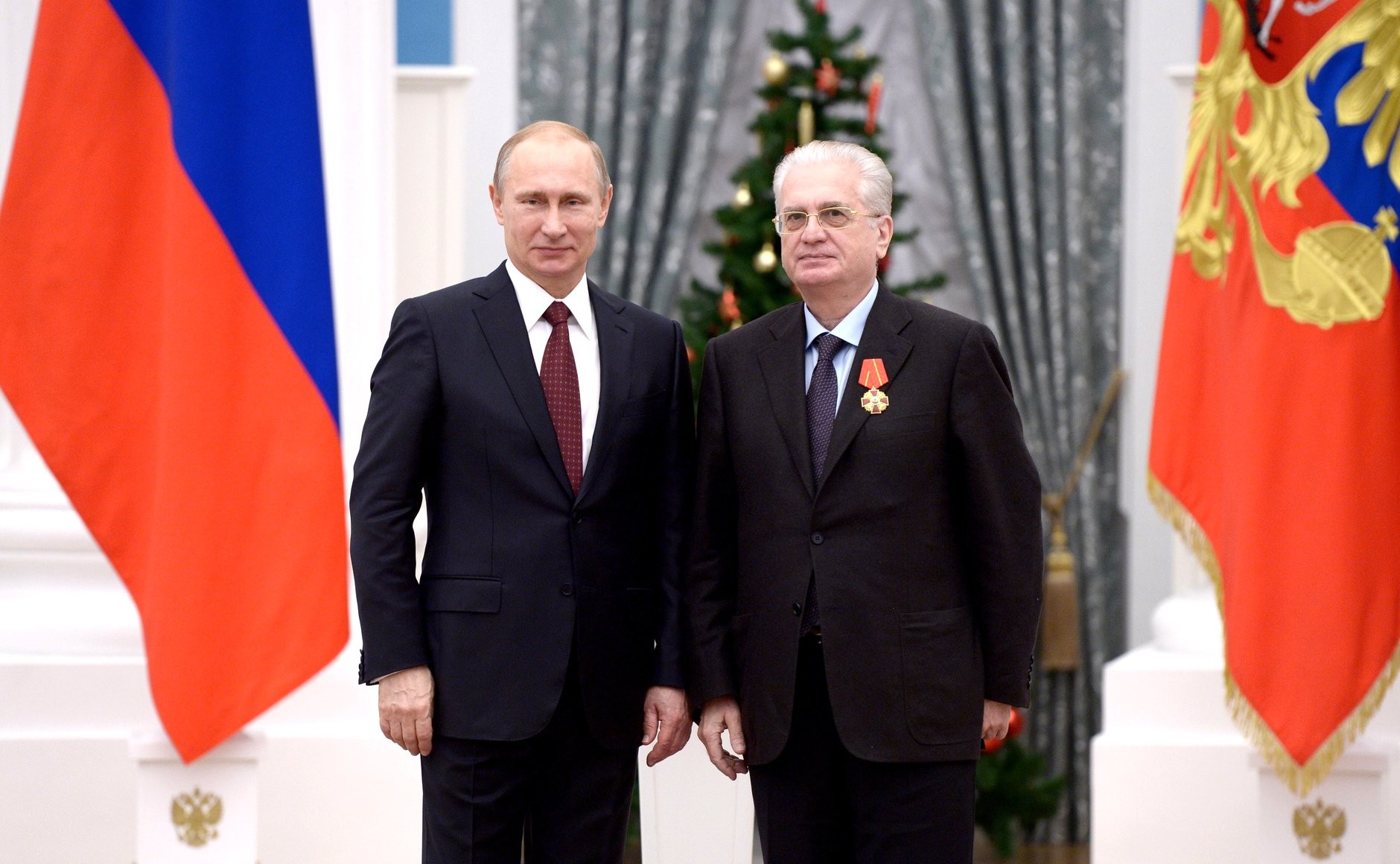
… und Präsident Putin, 2014

Pjotrowski erhielt zahlreiche Auszeichnungen, darunter den Orden von Oranien-Nassau (1996), den Orden der Ehre (Russland) (1997), zweimal den französischen Orden der Ehrenlegion (1998, 2004), den schwedischen Nordstern-Orden (1999), den Verdienstorden der Italienischen Republik (2000, 2004), den armenischen Orden des Heiligen Mesrop (2000), den ukrainischen Orden des Fürsten Jaroslaw des Weisen (2003), den Verdienstorden der Republik Polen (2004), den russischen Verdienstorden für das Vaterland (2004, 2009), 2003 wurde ihm vom russischen Präsidenten der Preis im Bereich der Kunst und Literatur verliehen, es folgten der Al-Fahr-Ehrenorden des Rates der Muftis Russlands (2005), der Orden des Löwen von Finnland (2005), dann 2007 der japanische Orden der Aufgehenden Sonne, die Silbermedaille von Amsterdam und der Woodrow Wilson Award der USA (beide 2009). 2011 folgte der Kronenorden (Belgien). 2016 wurde Piotrowski zum Mitglied der American Academy of Arts and Sciences gewählt. 2019 wurde ihm die Ehrenbürgerschaft der Stadt Jerewan verliehen. 2021 erhielt er den Demidow-Preis der Russischen Akademie der Wissenschaften.

## Schriften (Auswahl)
- Южная Аравия в раннее средневековье. Становление средневекового общества. Наука, Москва 1985.
- als Herausgeber: Die schwarze Stadt an der Seidenstraße. Buddhistische Kunst aus Khara Khoto (10.–13. Jahrhundert). Electa, Mailand 1993, ISBN 978-88-435-4411-0.
- The Hermitage in the Context of the City. In: Museum International. Band 55, Nr. 1, 2003, ISSN 1350-0775, S. 79–84, JSTOR:10.1111/1468-0033.00417.